# Stabkirche Undredal

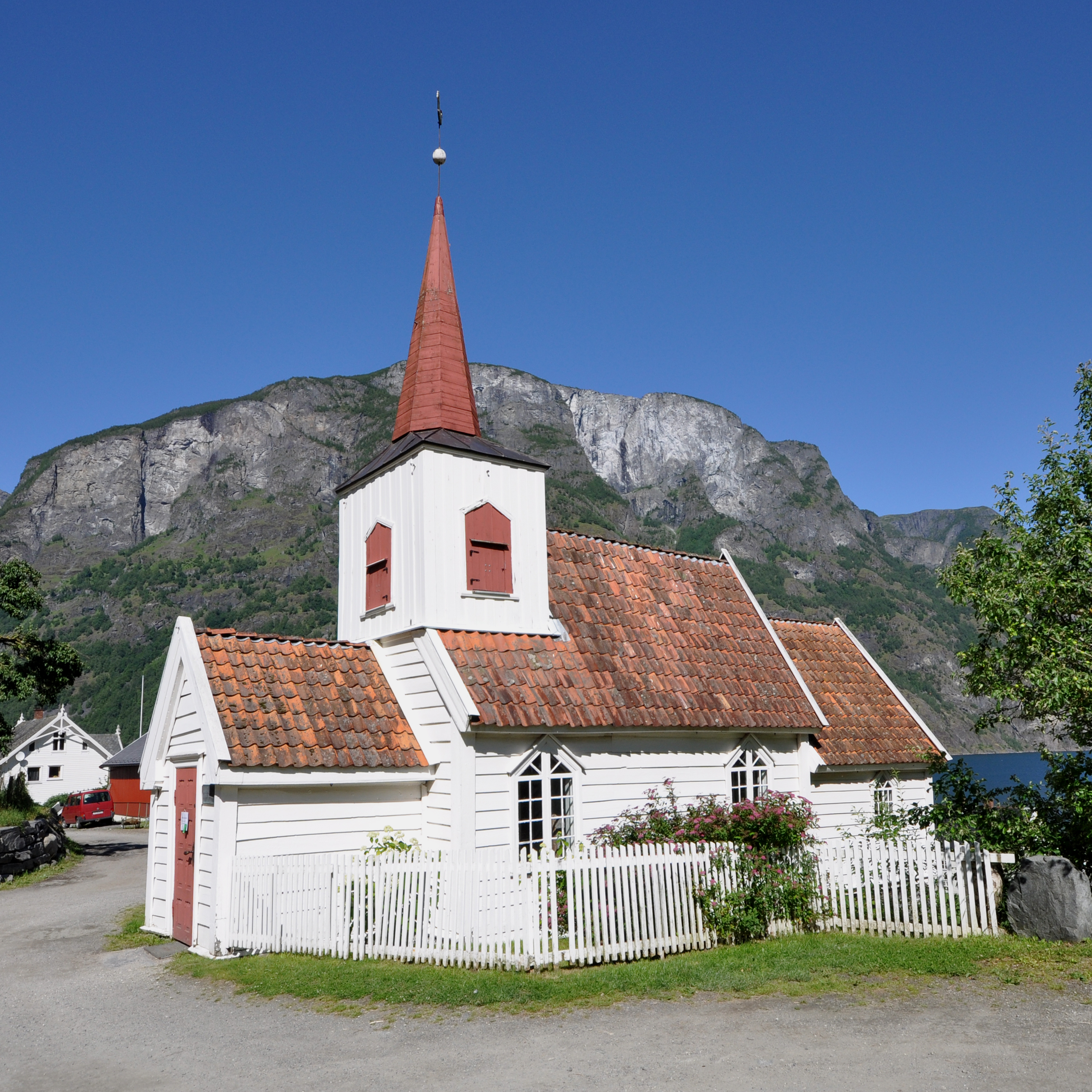
Außenansicht Südseite

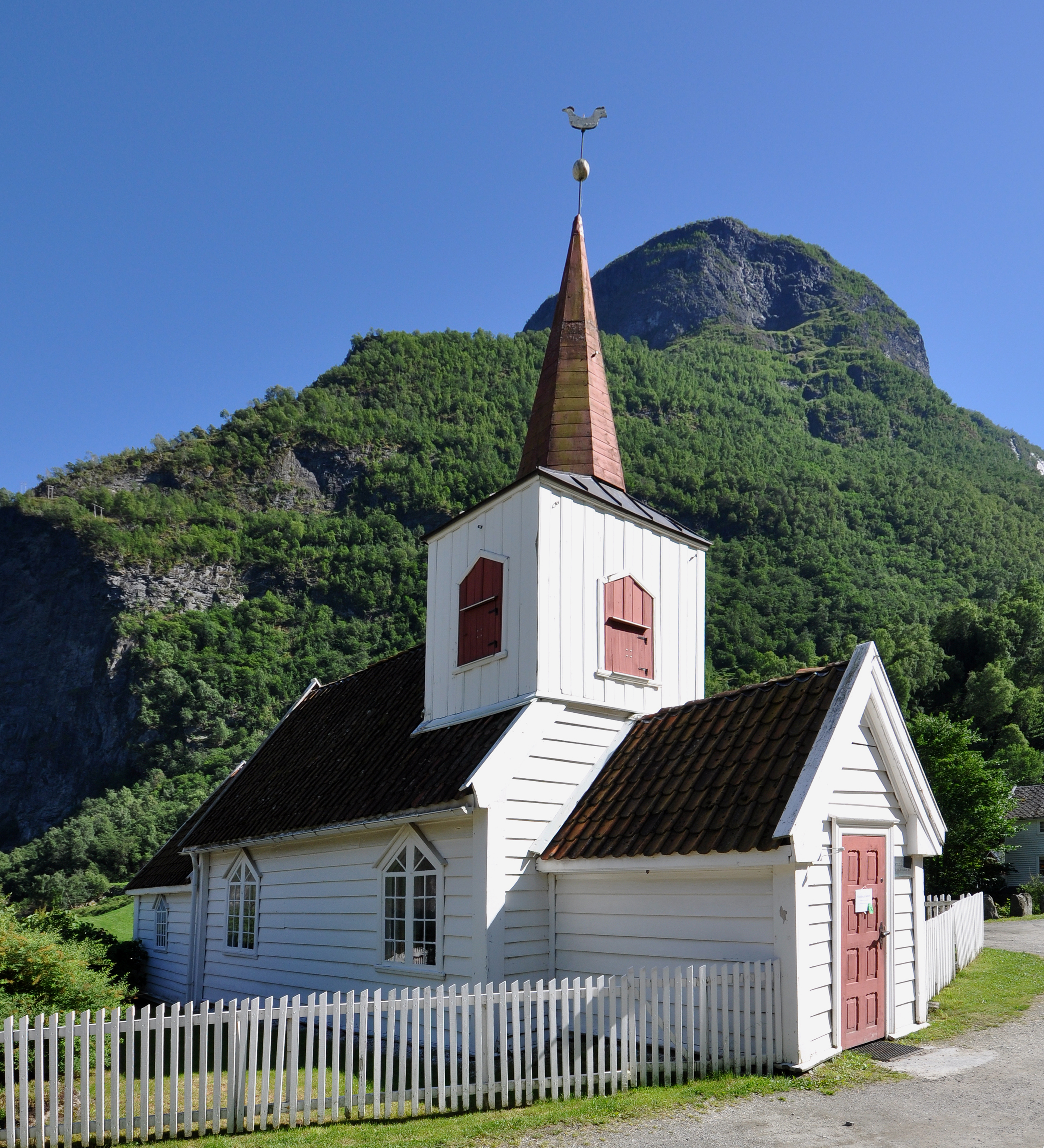
Außenansicht Nordseite

Die Stabkirche Undredal ist eine Stabkirche mit Satteldach und liegt in dem kleinen Ort Undredal in der Kommune Aurland in der norwegischen Provinz Vestland an einem Seitenarm des Sognefjords, dem Aurlandsfjord.

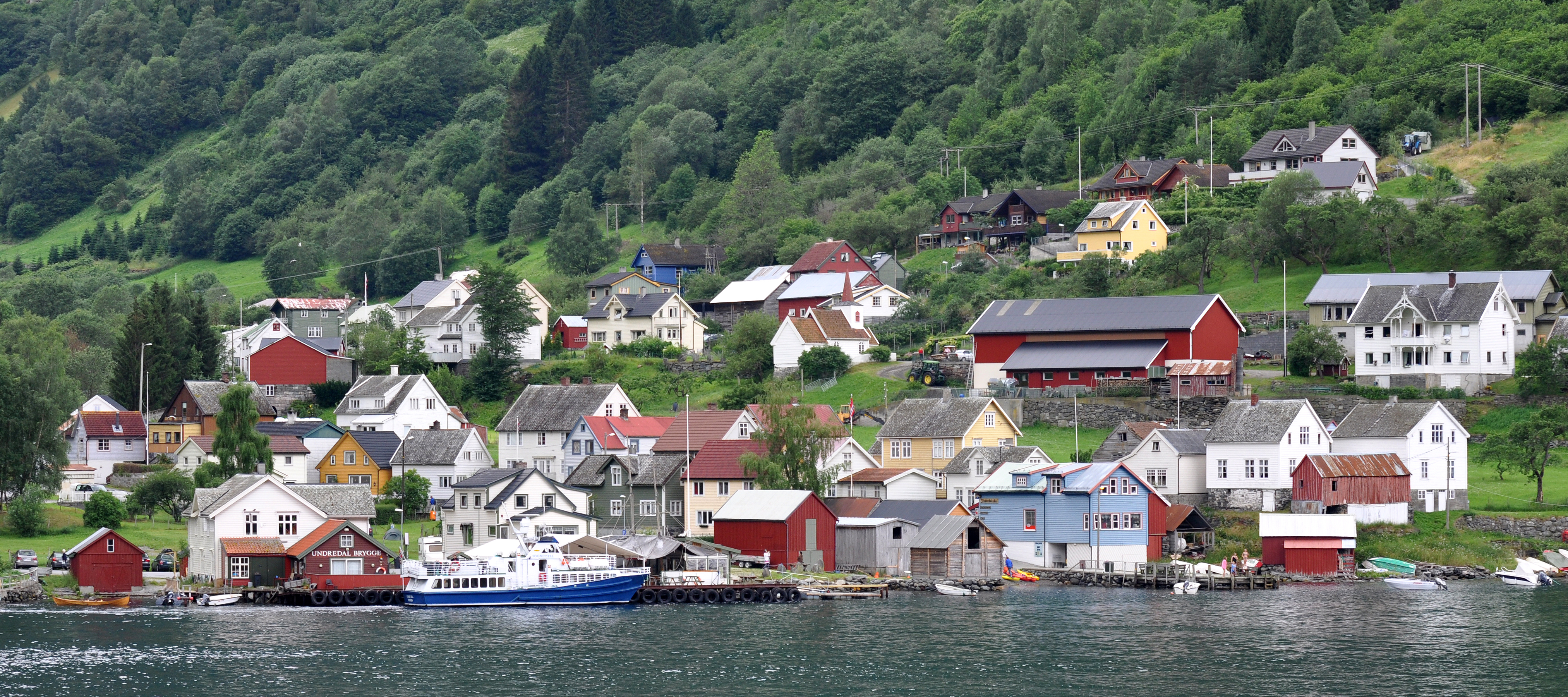
Undredal, vom Aurlandsfjord aus gesehen

## Beschreibung
Die Kirche wurde vermutlich 1147 gebaut. Sie ist die kleinste in Skandinavien, die immer noch in Gebrauch ist, und hat 40 Sitzplätze.
Es gibt Spuren eines Svalgangs rund um die Kirche. Das Schiff ist nach Westen durch einen Glockenturm und eine Vorhalle (mit Satteldach) verlängert. Der Chor ist neueren Datums und hat die gleiche Breite wie das Schiff.
In der Kirche gibt es eine erste Glocke aus dem Mittelalter, die jetzt nicht mehr in Gebrauch ist. Im Turm hängen zwei neue Glocken aus den Jahren 1884 und 1996.
Die Wände haben das Originaldekor aus dem 17. Jahrhundert und die Decke ist mit Bibelfiguren und Engeln bemalt. Die Engel sind deutlich als weibliche Wesen gezeichnet, was für mittelalterliche Engelsdarstellungen ungewöhnlich ist. Weiterhin gibt es einige historische Einrichtungsgegenstände: Ein Betstuhl (1647), ein Taufbecken (ca. 1680), eine Kanzel (1696) und zwei Kerzenleuchter (1702).
1722 wurde der Svalgang der Kirche entfernt und das erste Fenster eingebaut. Um 1850 wurde die Vorhalle und der letzte Teil des Kirchenschiffs angebaut. Die Kirche wurde innen weiß gestrichen. Nach einem großen Umbau 1961 wurde der weiße Anstrich wieder entfernt und die originalen Malereien wurden wieder sichtbar. Die Kirche wurde 1984 nochmals restauriert. Es gab einen neuen Fußboden und neue Bretterverkleidung außen. Später wurde auch das Dach und der Kirchturm repariert.

## Galerie

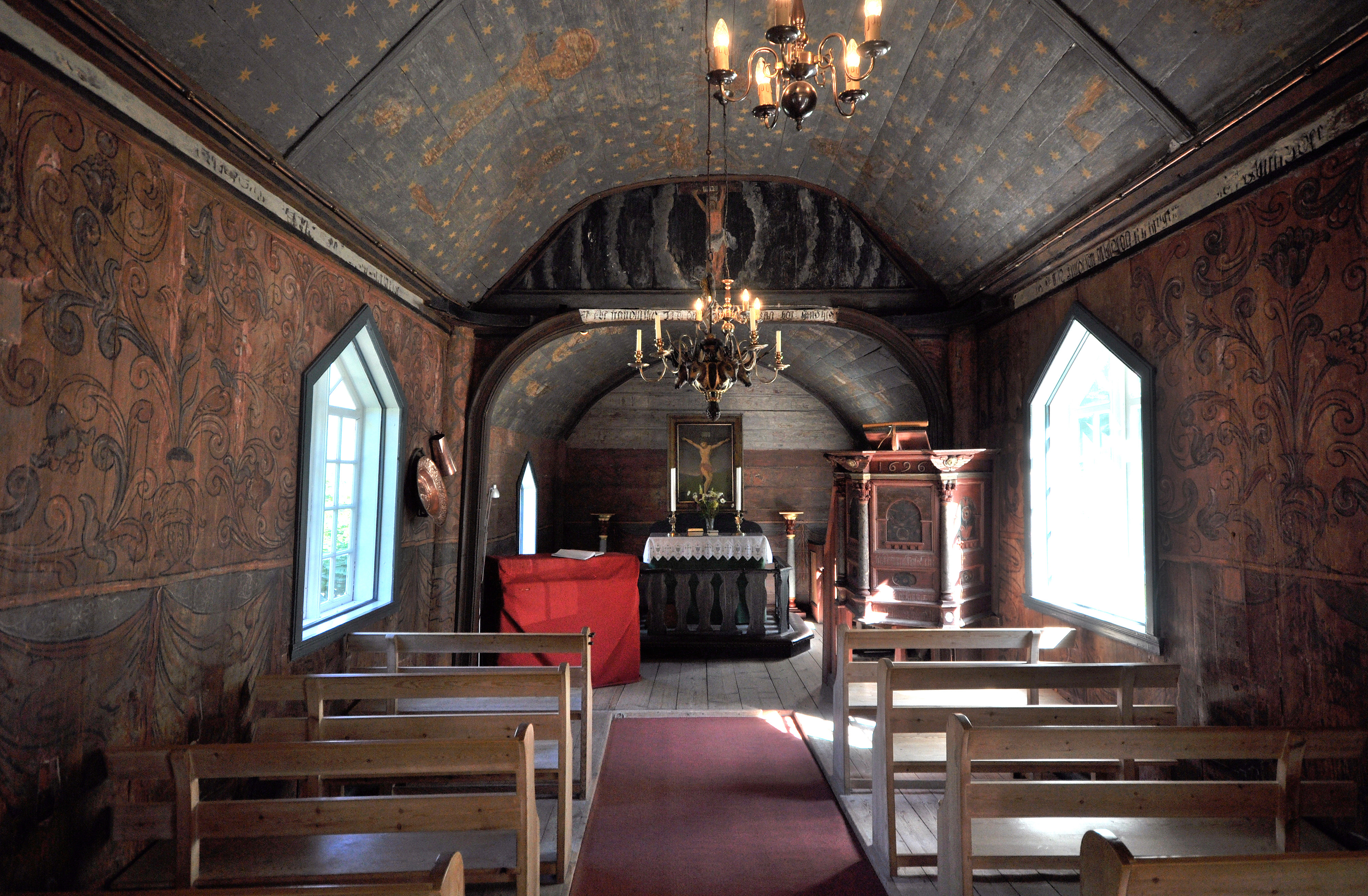
Kirchenschiff in den Chor
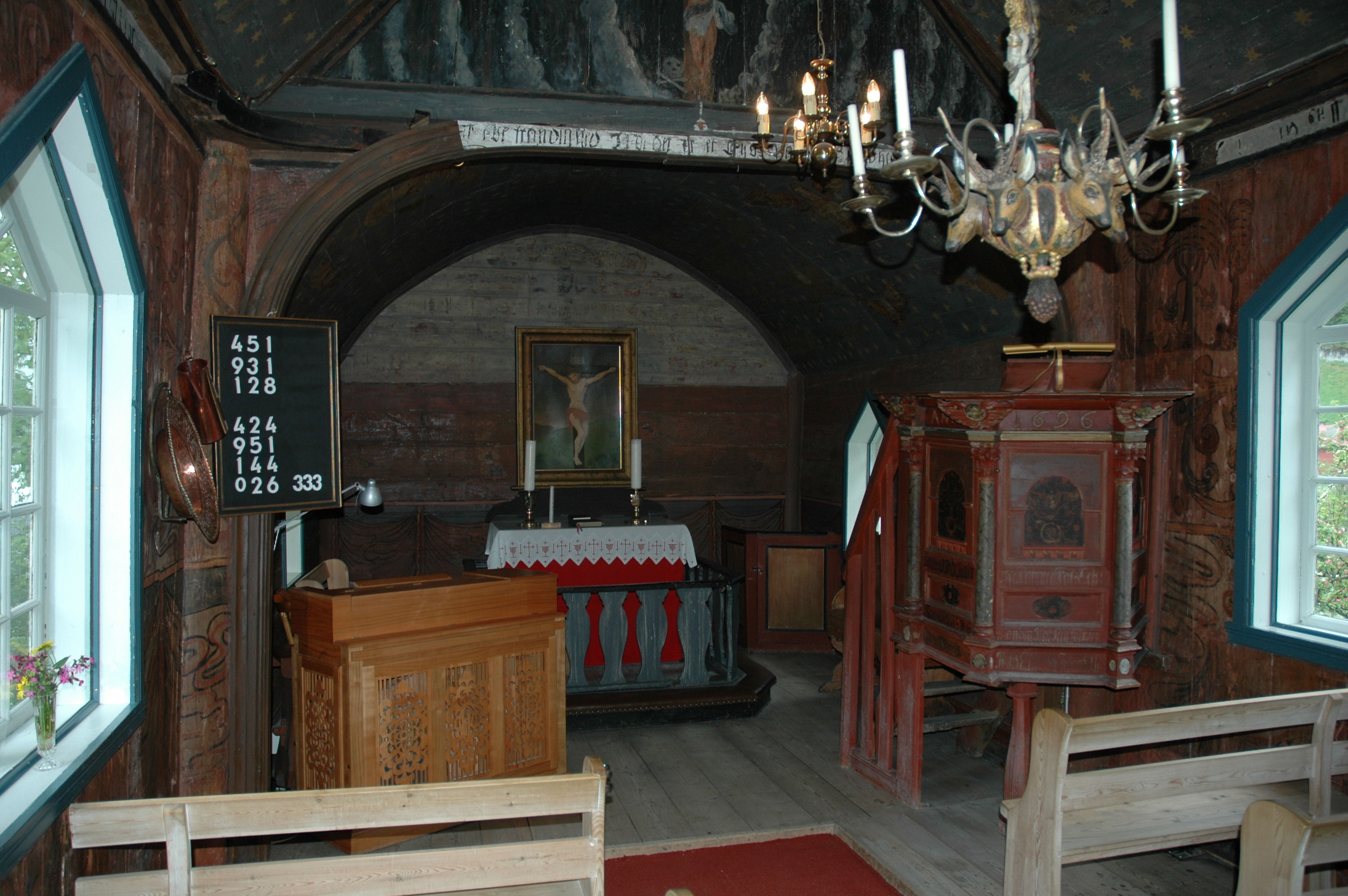
Chor
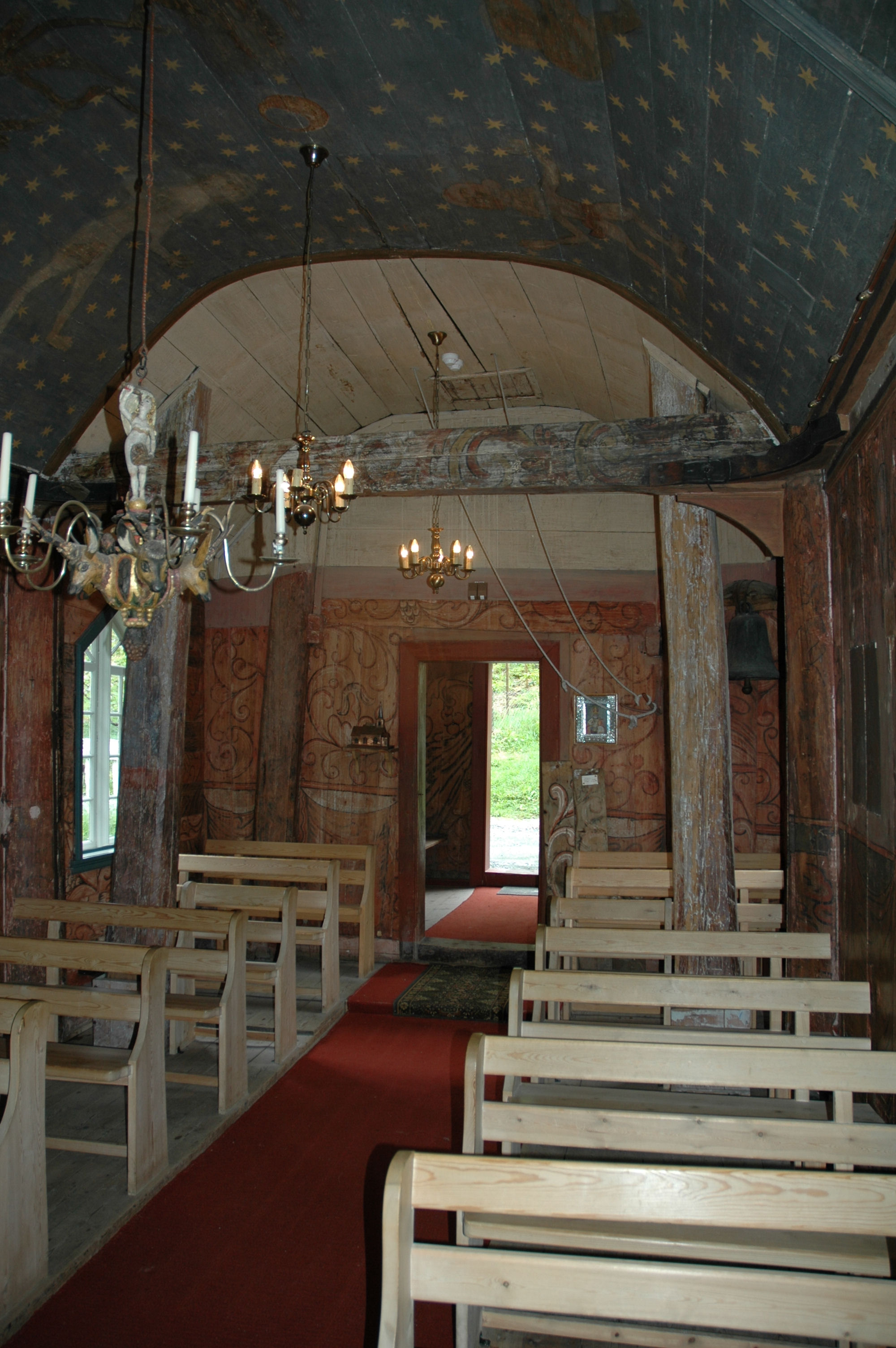
Kirchenschiff und Westportal